# YKSホワイトキングスの選手一覧
YKSホワイトキングスの選手一覧（YKSホワイトキングスのせんしゅいちらん）は、ベイサイドリーグのYKSホワイトキングスにかつて所属していた主な選手の一覧である。

## 過去に在籍していた主な選手
- 奥田健誠
- 齋藤尊志

## 歴代監督
- 澤﨑俊和 （2023年）